# 31000 Rockchic
31000 Rockchic este un asteroid din centura principală de asteroizi.

## Descriere
31000 Rockchic este un asteroid din centura principală de asteroizi. A fost descoperit pe 11 noiembrie 1995 la observatorul AMOS din Haleakala. Asteroidul prezintă o orbită caracterizată de o semiaxă mare de 3,00 ua, o excentricitate de 0,05 și o înclinație de 11,3° în raport cu ecliptica.